# Slavica Jocović
Slavica Jocović (in serbo Славица Јоцовић?; Nikšić, 1º maggio 1978) è un'ex cestista jugoslava con cittadinanza svedese.

## Carriera
Ala-pivot di 184 cm, ha giocato in Serie A1 con Messina. Ha giocato nella Jugoslavia Juniores.